# Karl Malus
El Dr. Karl Malus (/mɑːləs/) es un científico loco y criminal ficticio que aparece en los cómics americanos publicados por Marvel Comics. El jugó un papel en los orígenes de Armadillo, Avispón, Falcon II y muchos otros personajes.
El Dr. Karl Malus apareció en la segunda temporada de Jessica Jones interpretado por Callum Keith Rennie.

## Historial de publicación
Malus apareció por primera vez en Spider-Woman # 30 y fue creado por Michael Fleisher, Steve Leialoha y Jim Mooney. Fue presentado varias veces frente al Capitán América y Sam Wilson como Capitán América. También fue brevemente miembro de Los 4 Terribles.

## Biografía
Karl Malus nació en Mud Butte, Dakota del Sur. Se convirtió en cirujano e investigador. Más tarde, fue el fundador del Instituto para la Investigación de la Supranormalidad y se convirtió en un científico criminal.
En su primera aparición, Malus estaba realizando experimentos médicos ilegales en seres humanos, financiados por el criminal Enforcer, para averiguar más sobre los superhumanos y sus habilidades. Fue abordado por la Mosca Humana, un supervillano que estaba perdiendo sus poderes. Malus envió a la Mosca Humana para robar algunos equipos, atrayendo la atención de la original Spider-Woman. Debido a que Scotty McDowell, el amigo de Spider-Woman, había sido puesto en coma por una de las balas de veneno de Enforcer, Malus ofreció curar a McDowell a cambio de indulgencia. Spider-Woman estuvo de acuerdo, pero mientras curaba a McDowell, Malus también experimentó con él usando el ADN de la Mosca, que más tarde haría que McDowell se transformara en el villano Avispón. Malus fue a la cárcel, pero fue puesto en libertad para "ayudar" a las autoridades contra la amenaza del Avispón. En realidad, quería capturar y estudiar Spider-Woman. Malus se escabulló y se contactó con el Avispón, a quien mantuvo drogado y agresivo para sus propios fines.
Luego Malus contactó a Jack Russell, un hombre que maldijo con la licantropía, y le dijo que podía ayudar a curar sus transformaciones en un hombre lobo. En cambio, colocó un collar de control sobre Russell y envió a Avispón y al Hombre Lobo a buscar a Spider-Woman. Ella fue capaz de derrotarlos a ambos, y liberó al Hombre Lobo, quien luego atacó a Malus.
Malus había estudiado al extraño criminal Daddy Longlegs, que había ganado sus poderes con un suero de crecimiento modificado utilizado por Goliat Negro, y así había adquirido una muestra de partículas Pym, que podía alterar el tamaño y la masa de una persona. Con este conocimiento, Malus esperaba restaurar los poderes de Erik Josten. Le dio a Josten poderes de crecimiento y mayor fuerza para convertirlo en el supervillano Goliat, pero Goliat rechazó la oferta de asociación de Malus y, a su vez, fue derrotado por los Vengadores de la Costa Oeste.
Malus también transformó a Antonio Rodríguez en el Armadillo  al combinar sus genes humanos con el material genético de un armadillo. Malus se encontró con el Capitán América poco después.
Finalmente, Malus comenzó a trabajar para el Mediador de Poder Curtiss Jackson utilizando su tecnología para aumentar la fuerza de pago de los clientes a niveles sobrehumanos. El proceso de aumento de la fuerza fue tremendamente arriesgado, ya que la mitad de los sujetos murieron o se deformaron gravemente, pero esta información se mantuvo en secreto. Power Broker y Malus también usaron drogas altamente adictivas en sus sujetos, diciéndoles que la sustancia química era necesaria para estabilizar sus poderes, pero en realidad solo servía para que los sujetos trabajaran y pagaran al Power Broker. Una de esas víctimas fue Sharon Ventura, quien también sufrió abusos sexuales mientras estaba drogada. Muchos luchadores de la Federación de Lucha de Clase Ilimitada, que solo está disponible para aquellos con superfuerza, han utilizado los servicios de Power Broker y se han endeudado con ellos.
Malus pronto casi fortaleció al Capitán América, pero fue superado por D-Man. Escapó con el Capitán América del laboratorio de Power Broker, pero fue capturado por Night Shift.
Cuando Power Broker, Inc. fue atacado por el vigilante conocido como Azote del Inframundo, Curtiss Jackson fue expuesto a su propio dispositivo de aumento con el fin de tratar de ganar súper fuerza para defenderse. El proceso salió mal, dejándolo tan grotescamente atado de músculos que no podía moverse. Malus decidió aprovechar esta situación utilizando a Bludgeon y Mangler para secuestrar a Vagabond. Malus envió a Vagabond, quien conocía a Jackson, a obtener una copia de sus huellas dactilares, para que Malus pueda acceder a todas las cuentas personales y bóvedas de Jackson. Usó una pulsera explosiva para forzar la cooperación de Vagabond, pero ella logró eliminar a Malus, destruir el molde de huellas dactilares, colocar la banda en su muñeca e inyectarle la droga que había planeado usar en ella.
Malus luego intentó aprender el secreto de la destreza de Daredevil y la invulnerabilidad de Madcap. Malus luchó contra Hawkeye junto con Triphammer, Pick-Ax, Vice y Handsaw.
El Power Broker había roto las piernas de Malus por su traición, y luego lo contrató de inmediato para tratar de curar la condición del Power Broker. Malus capturó y experimentó con varios individuos aumentados para perfeccionar el proceso de desaumentación, incluido Battlestar, que atrajo la participación del U.S. Agent. Juntos, Battlestar y el Agente liberaron a los luchadores capturados y obligaron a Malus a recuperar su fuerza. U.S. Agent destruyó el equipo y los registros de Malus.
Desde entonces, Malus ha trabajado para una variedad de organizaciones criminales, incluida la Corporación y Maggia. Incluso trabajó con los Vengadores y los Thunderbolts en sus esfuerzos por derrotar al Conde Nefaria a cambio de una sentencia reducida.
Durante la historia de Dark Reign, Karl Malus fue investigado por Quasimodo como parte de su trabajo para Norman Osborn.
Karl Malus fue reclutado por el Mago para convertirse en un nuevo miembro de Los 4 Terribles, solo para encontrarse a la fuerza como el nuevo anfitrión del simbionte Carnage. Fue comido por Carnage, que en ese momento poseía el Mago.
Como parte del evento All-New, All-Different Marvel, Karl Malus regresó después de su devoración por Carnage. Malus explicó que, de hecho, fue comido por Carnage, pero de alguna manera fue capaz de recomponerse una vez que se depositó como residuo. Como un híbrido humano / simbionte, Malus ahora exhibe habilidades y comportamiento similares a los simbiontes. Desde este incidente, continuó sus experimentos en humanos como empleado de Serpent Solutions como se ve en su flashback. La mayoría de los experimentos de Karl Malus fueron sobre inmigrantes ilegales que le fueron entregados por los Hijos de la Serpiente al detenerlos en la frontera con México. Los experimentos que realizó en ellos los convirtieron en híbridos de animales. Cuando el Capitán América rastreó sus operaciones, Karl Malus usó sus habilidades simbióticas para someter al Capitán América y experimentar con él, lo que convirtió al Capitán América en un hombre lobo. Utilizando el ADN de Redwing, Karl Malus convirtió a un adolescente mexicano llamado Joaquín Torres en un híbrido de ave / humano. Al ser liberado por Misty Knight, el Capitán América siguió y sometió a Karl Malus utilizando los sonidos agudos de Redwing y lo remitió a la custodia de S.H.I.E.L.D. Mientras que el Capitán América y los otros que fueron experimentados por Karl Malus se restauraron a la normalidad, Joaquín no pudo volver a la normalidad debido a que el ADN de Redwing era vampírico, lo que le otorgó un factor de curación.

## Poderes y habilidades
El Dr. Karl Malus posee un intelecto dotado. Tiene un MD especializado en cirugía y una maestría en bioquímica. Malus es un cirujano brillante con un gran conocimiento de química, manipulación genética y radiología.
Tras su ingestión por Carnage, Malus ha adquirido la capacidad de imitar los poderes y las debilidades de las criaturas simbiontes alienígenas.

## En otros medios
El Dr. Karl Malus aparece en la segunda temporada de Jessica Jones, donde es interpretado por Callum Keith Rennie. Es uno de los médicos que administra IGH, una clínica de biotecnología especializada en cirugía reconstructiva de vanguardia. Cuando Jessica Jones y su madre Alisa están gravemente heridas en un accidente automovilístico, el Dr. Malus hace arreglos para que las saquen del Hospital Metro-General a su clínica para que pueda salvar sus vidas. Jessica es liberada después de unas tres semanas, mientras que la recuperación de Alisa lleva varios años más debido a un daño más extenso. En el transcurso de su tratamiento, el Dr. Malus desarrolla sentimientos románticos para Alisa, e incluso encubre su asesinato accidental de una de sus enfermeras al hacer que un portero se encargue del crimen. Cuando Trish comienza a investigar IGH, el Dr. Malus le permite a Alisa asesinar a los sujetos y asociados de IGH. Jessica lo ve con Alisa en un acuario, pero cuando lo ven, él y Alisa escapan. Más tarde, Jones rastrea a Malus junto con Alisa, su madre, con quien se casó y cuidó todo este tiempo. Malus discute con Jessica, diciéndole que a pesar de la condición de Alisa, él realmente la ama y quiere ayudarla. Él huye de la casa más tarde, mientras que Jessica y Alisa discuten y pelean. Después de que Jessica se entrega a su madre, vuelve a rastrear al Dr. Malus y logra convencerlo de que trabaje con ella para que deje de trabajar para que Alisa pueda encontrar la paz con ella y con Jones. Más tarde, Trish Walker lo rapta en un intento de hacer que le dé superpoderes similares a los de Jessica, pero Jessica frustra el procedimiento antes de que pueda terminarse. No queriendo matar al Dr. Malus, Jessica perdona la vida que rompe las alucinaciones de Kilgrave ella ha estado teniendo desde que mató accidentalmente a un guardia sádico que estaba torturando a Alisa. Sin nada por lo que vivir, el Dr. Malus se suicida haciendo explotar su laboratorio. La noticia de esto se reproduce en la televisión en el Centro de Detención Regional del Este, lo que lleva a Alisa a escapar de la prisión.